# Ferrari 330 GTC
Das Coupé Ferrari 330 GTC und seine Cabrioletversion 330 GTS sind Straßensportwagen des italienischen Automobilherstellers Ferrari. Sie gehören zur Modellfamilie der Ferrari 330, unterscheiden sich ungeachtet des gemeinsam verwendeten Zwölfzylindermotors von den übrigen Familienmitgliedern aber durch stilistische und technische Eigenständigkeit. Einzelne Fahrzeuge erhielten individuelle Aufbauten von Pininfarina, Zagato und Felber.

## Entstehungsgeschichte
Zu Beginn der 1960er-Jahre gliederte Ferrari seine Produktpalette bei Straßensportwagen in mehrere Segmente. Der 275 GTB nahm die Rolle des betont sportlichen Zweisitzers ein, während der 250 GTE 2+2 und seine Nachfolger 330 America bzw. 330 GT 2+2 elegante viersitzige Gran-Turismo-Modelle waren. Zwischen diesen Baureihen war seit 1962 der zweisitzige 250 GT Lusso positioniert. Als seine Produktion im Laufe des Jahres 1964 endete, besetzte Ferrari die entstandene Lücke zunächst nicht neu. Erst 1966 brachte das Werk das neu gestaltete Coupé 330 GTC heraus, das das Marktsegment des 250 GT Lusso neu besetzte. Ferrari kombinierte beim 330 GTC mehrere bereits vorhandene technische Module miteinander, und auch das Karosseriedesign war ein Zusammenschnitt mehrerer Entwürfe, die zuvor schon bei anderen Modellen verwirklicht worden waren.
Der 330 GTC erschien im März 1966 auf dem Genfer Auto-Salon, der von ihm abgeleitete Spyder GTS, der an die Stelle des zu Jahresbeginn eingestellten Ferrari 275 GTS trat, wurde im Oktober 1966 auf dem Pariser Autosalon präsentiert. Beide Modelle blieben bis 1968 im Programm, dann wurden sie durch die äußerlich sehr ähnlichen, aber mit größeren und stärkeren Motoren ausgerüsteten Nachfolger 365 GTC und 365 GTS ersetzt.

## Nomenklatur
Wie in den 1950er- und 1960er-Jahren bei Ferrari üblich, leitet sich die Modellbezeichnung auch bei dem 330 GTC und dem GTS von der Motorisierung des Fahrzeugs ab. Sie bezieht sich auf den Hubraum eines einzelnen Zylinders, der beim hier verwendeten Motor gerundet 300 cm³ betrug. GTB steht für Gran Turismo Berlinetta, GTS bezeichnet den offenen Gran Turismo Spyder.

## Modellbeschreibung

### Motorisierung und Kraftübertragung

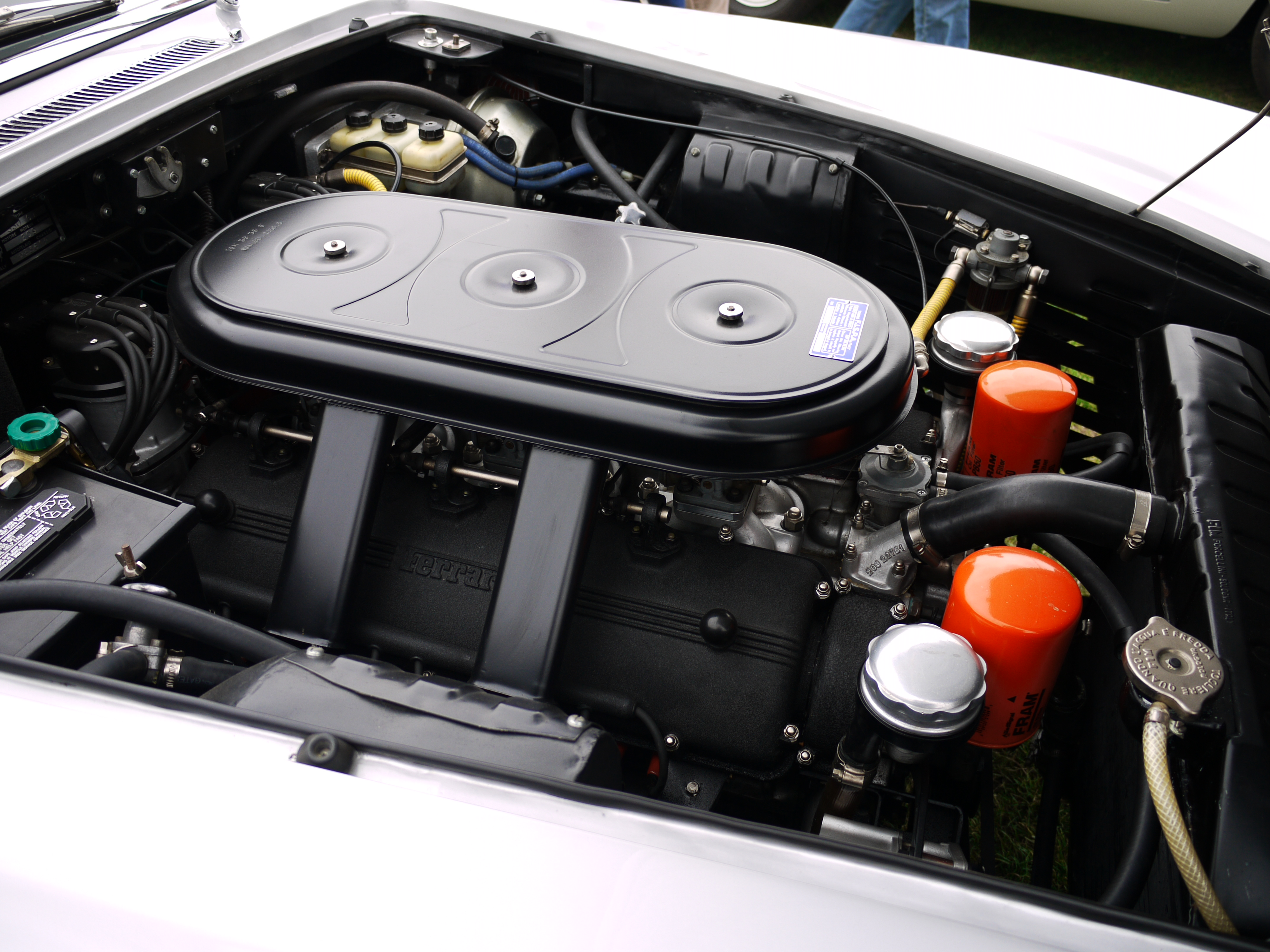
Ein Zwölfzylinder-V-Motor Tipo 209 in einem 330 GT 2+2

Im 330 GTC und GTS verwendete Ferrari einen Zwölfzylinder-V-Motor mit einem Zylinderbankwinkel von 60 Grad und einem Hubraum von 3967 cm³ (Bohrung × Hub = 77 × 71 mm; Gesamtvolumen eines Zylinders ca. 330 cm³). Das Triebwerk mit der Werksbezeichnung Tipo 209 ging konzeptionell auf eine Konstruktion Gioacchino Colombos aus dem Jahr 1947 zurück, als deren Weiterentwicklung er angesehen wird. Bei grundsätzlicher Beibehaltung des Verhältnisses von Bohrung und Hub sowie des Zylinderbankwinkels hatte Ferrari 1960 den Motorblock neu konstruiert, wobei insbesondere die Abstände der Zylinder vergrößert wurden. Diese und weitere Änderungen führten zum Tipo 209, der bei allen Straßensportwagen der Familie 330 zum Einsatz kam.
Wie in den bereits früher erschienenen Modellen 330 America und 330 GT 2+2 war der Motor auch im 330 GTC mit drei Fallstrom-Doppelvergasern von Weber (wahlweise Typ 40 DCZ/6 oder 40 DFI) ausgestattet. Er hatte eine oben liegende Nockenwelle für jede Zylinderreihe und zwei Ventile pro Zylinder. Die Leistung betrug etwa 220 kW (300 PS) bei 7500/min.
Die Motorleistung wurde über ein handgeschaltetes Fünfganggetriebe übertragen. Das Getriebe entsprach dem des 330 GT 2+2 der zweiten Serie, war beim 330 GTC aber nicht vorn, sondern an der Hinterachse eingebaut.

### Fahrwerk
Der 330 GTC und der 330 GTS hatten ein aus Stahl gefertigtes Rohrrahmenchassis, das die werksinterne Bezeichnung Tipo 592 trug. Das Fahrwerk war weitgehend mit dem des 275 GTB identisch. In jedem Fall belief sich der Radstand auf 2400 mm. Die Räder waren vorn und hinten einzeln aufgehängt. Auch in diesem Detail unterschied sich der 330 GTC vom größeren 330 GT 2+2, der noch eine hintere Starrachse hatte. Die Radaufhängungen des 330 GTC bestanden aus Doppelquerlenkern mit Schraubenfedern und hydraulischen Teleskopstoßdämpfern von Koni mit Stabilisatoren. An allen vier Rädern befanden sich Scheibenbremsen von Girling.

### Karosserie

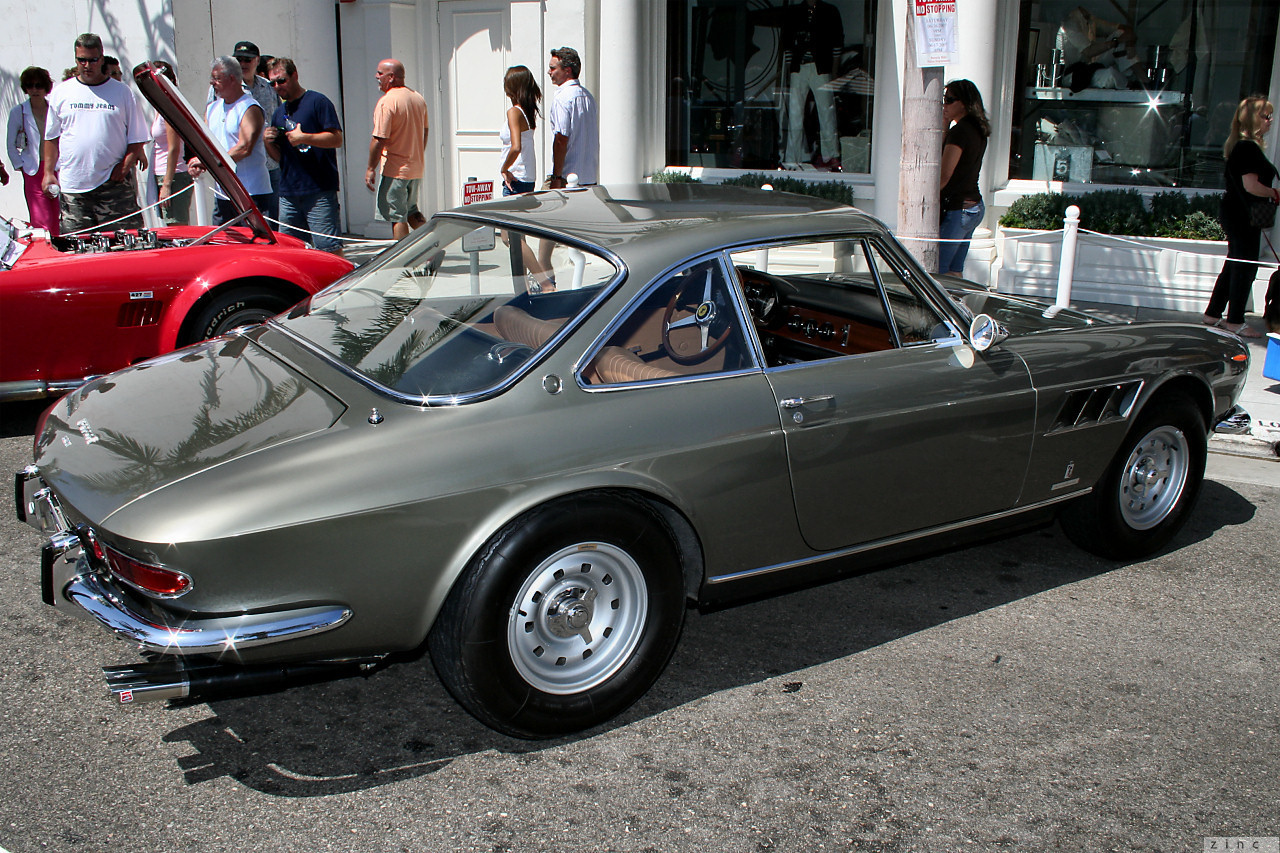
Leichter Aufbau mit dünnen Fahrzeugsäulen: Ferrari 330 GTC

Die Karosserie des 330 GTC ist ein Entwurf von Pininfarina. Verantwortlicher Designer war Aldo Brovarone. Er kombinierte verschiedene Designelemente bereits bekannter Ferrari-Sportwagen. Die Frontpartie wurde von einer ovalen Kühleröffnung zwischen zweiteiligen Stoßstangen bestimmt. Sie war an den Vorderwagen des exklusiven 500 Superfast angelehnt. Die Heckpartie ähnelte der des 275 GTS und griff Elemente des Chevrolet Corvette Rondine auf, einer Designstudie, die Tom Tjaarda 1963 für Pininfarina entworfen hatte. Zu den Eigenheiten des 330 GTC gehörten die dünnen Fahrzeugsäulen und die großen Glasflächen, die dem Aufbau nach Ansicht von Kritikern eine besondere Leichtigkeit gaben.
Die meisten Karosserieteile bestanden aus Stahl, einige Teile wie Hauben und Türen aus Aluminium.

## Ferrari 330 GTS

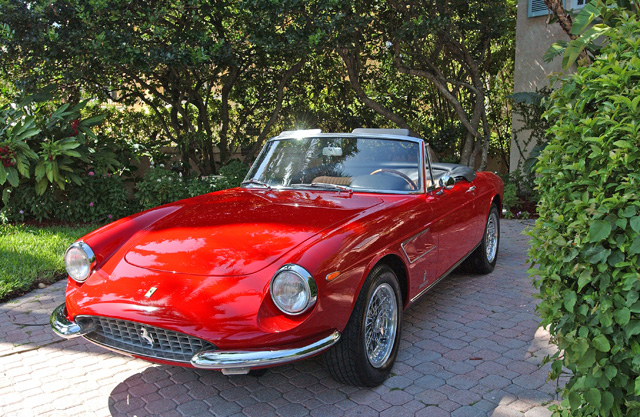
Ferrari 330 GTS

Der offene Ferrari 330 GTS stimmte technisch mit dem geschlossenen 330 GTC in allen Details überein. Der GTS war allerdings geringfügig schwerer als der GTC. Er hatte ein Stoffverdeck, das im zurückgeklappten Zustand fast vollständig im Fahrzeugkörper verschwand, sodass die durchgehende Gürtellinie nicht unterbrochen wurde. Das zurückgeklappte Verdeck konnte mit einer Schutzhülle aus Vinyl überspannt werden. Auf den 330 GTS entfielen nur ungerade Fahrgestellnummern.

## Produktion
Der 330 GTC und der GTS wurden in Pininfarinas Werksanlagen in Turin aufgebaut; die mechanischen Komponenten installierte anschließend Ferrari in Maranello. In zwei Jahren entstanden 598 Coupés und 100 Spyder. Im Laufe der Produktionszeit erfuhr das Modell nahezu keine technischen oder stilistischen Änderungen.

## Individuelle Aufbauten
Einige Chassis erhielten eigenständige Aufbauten.

### 330 GTC Speciale P.F. „Rethy“

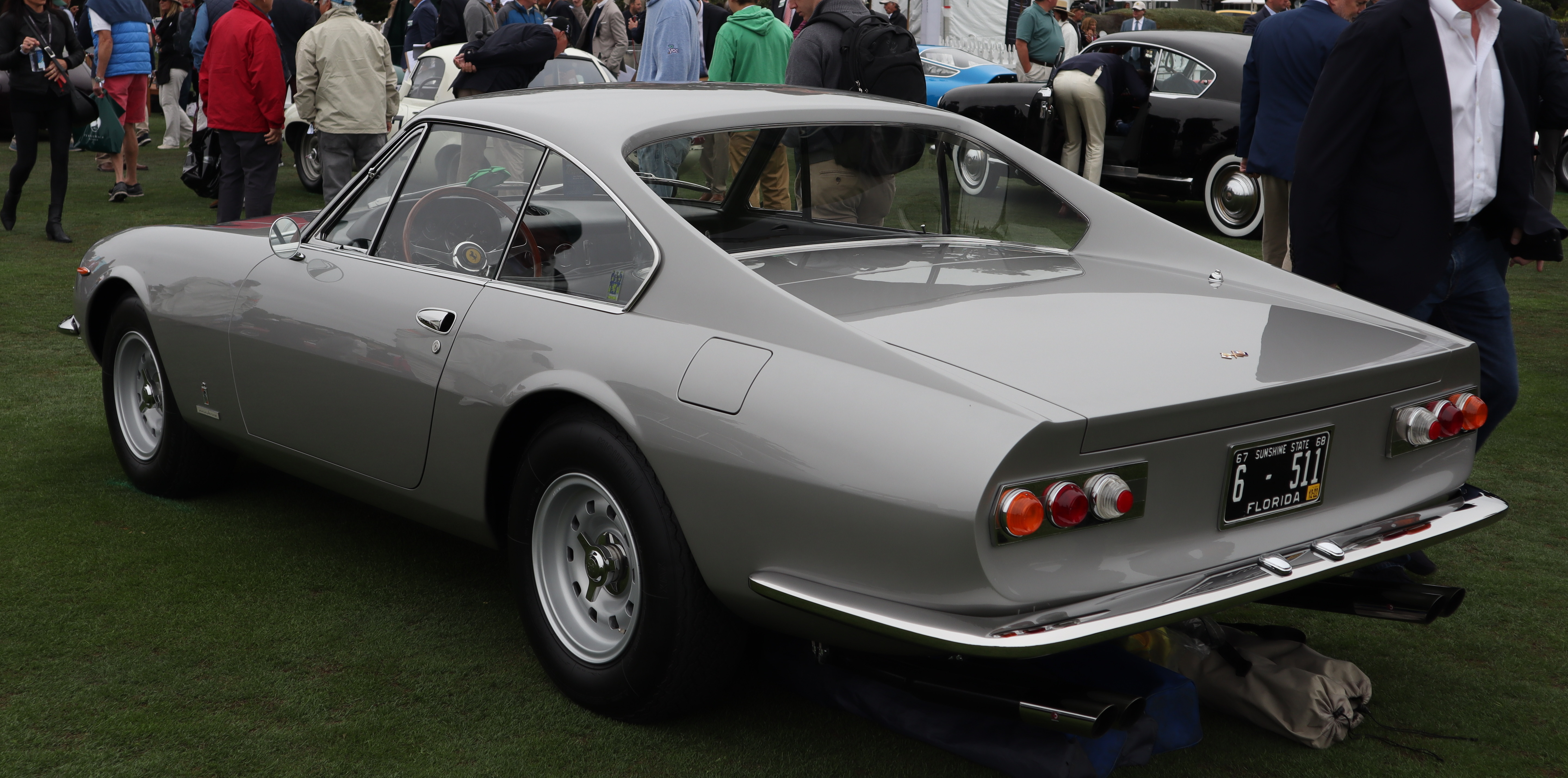
Ferrari 330 GTC Speciale P.F. „Rethy“

In vier Exemplaren entstanden sie sogenannten Rethy-Ferraris, die das kurze Fahrwerk des 330 GTC mit einer Karosserie verbanden, die sich im Profil am deutlich längeren 365 GT 2+2 „Queen Mary“ orientierte. Der Entwurf kam wiederum von Pininfarina. Die C-Säule lief langsam zum Ende des Kofferraums hin aus. Die hintere Scheibe stand allerdings senkrecht. Dieses Gestaltungsmerkmal erinnerte an die Linien des Dino 246. An der Frontpartie befanden sich wie beim 365 California Spyder verdeckte Zusatzscheinwerfer. Auftraggeber war der belgische König Leopold III. Das Auto (Chassisnummer 9439) ging an seine zweite Ehefrau, die den Titel Prinzessin von Rethy trug. Auf diesen Titel bezieht sich die inoffizielle Bezeichnung des Sondermodells. Ein zweites, nahezu gleiches Fahrzeug mit Chassisnummer 9653 wurde auf dem Genfer Auto-Salon im März 1967 gezeigt. Es ging an einen Freund der königlichen Familie. Beide Fahrzeuge wurden in den ersten Monaten des Jahres 1967 gebaut. Im weiteren Verlauf des Jahres fertigte Pininfarina noch zwei weitere 330 GTC Speciale, von denen einer eine abweichend gestaltete Heckpartie hatte. Die beiden letzten Fahrzeuge gingen an zwei italienische Kunden.

### Der 330 GTS Harrah Targa
Auf der Basis eines 330 GTS (Chassisnummer 10913) fertigte Pininfarina 1968 ein Einzelstück mit einer Karosserie im Targastil. Bei ansonsten unverändertem Aufbau hatte das Auto im Bereich der B-Säule einen breiten, verchromten Überrollbügel, an den sich eine große geneigte Panoramaheckscheibe aus Kunststoff anschloss. Das Dachteil zwischen der Windschutzscheibe und dem Überrollbügel konnte herausgenommen werden. Auftraggeber war der US-amerikanische Geschäftsmann und Automobilsammler William F. Harrah, der den Wagen der Country-Sängerin Bobbie Gentry, seiner damaligen Ehefrau, überließ. Nach der Scheidung 1970 verkaufte Harrah das Auto.

### 330 Convertible Zagato

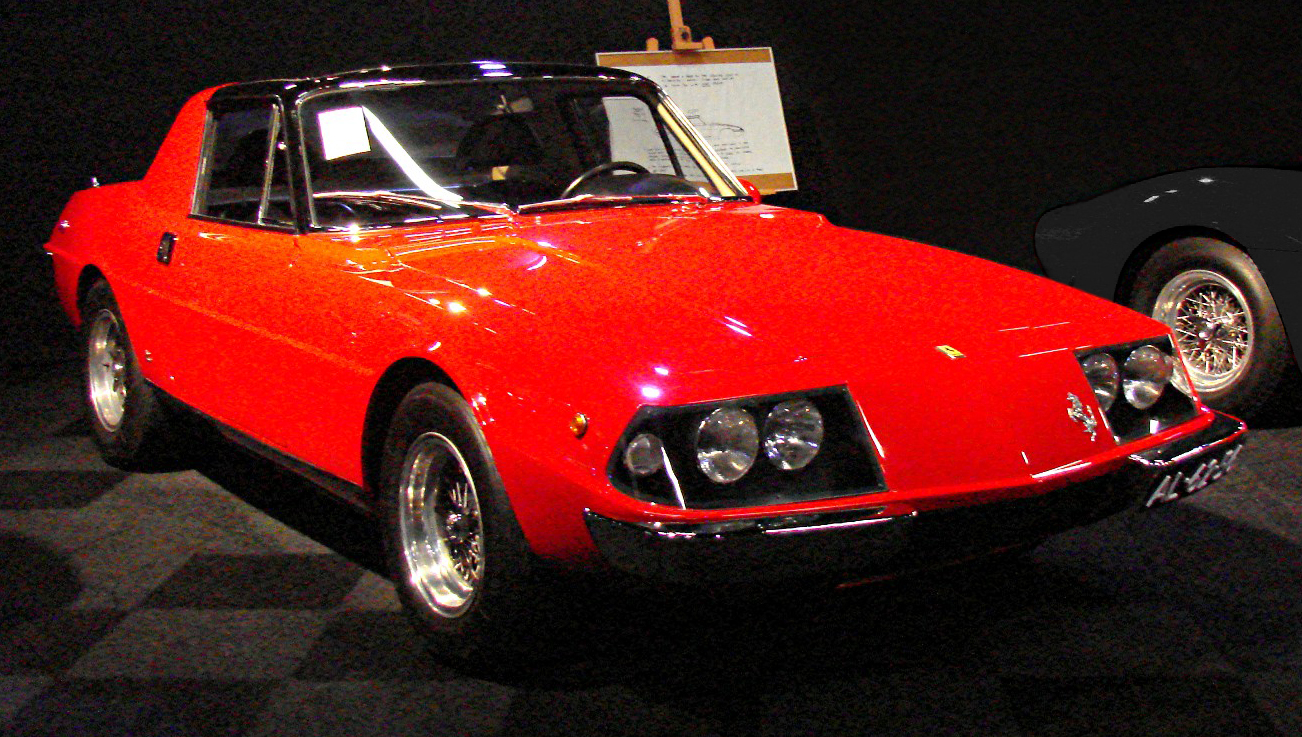
Ferrari 330 Convertible Zagato

1973, fünf Jahre nach Einstellung der Produktion des 330 GTC, beauftragte der US-amerikanische Ferrari-Importeuer Luigi Chinetti das Mailänder Designstudio Zagato mit dem Entwurf einer neuen Karosserie für ein gebrauchtes Chassis. Das Basisfahrzeug war 1967 entstanden (Chassisnummer 10659) und in die USA ausgeliefert worden. Verantwortlicher Designer war je nach Quelle Elio Zagato oder Giuseppe Mittino. Ein sehr ähnliches Design hatte Zagato bereits 1970 auf einem Fahrgestell des Ferrari 250 GT Berlinetta SWB verwirklicht. Während jenes Auto ein Vollcabriolet mit herunterklappbarem Stoffverdeck war, entstand 1974 ein zweitüriges Sicherheitscabriolet. Hinter den Sitzen hatte der Wagen einen breiten Überrollbügel; das Kunststoffdachteil über den Sitzen war herausnehmbar. Die Scheinwerfer befanden sich hinter einer breiten Plexiglasabdeckung. Dieses Stilmittel interpretierte die Frontpartie der ersten Serie des 365 GTB/4 „Daytona“ neu. Der Wagen wurde auf dem Genfer Auto-Salon im März 1974 öffentlich vorgestellt. Er blieb ein Einzelstück.

### Felber-Ferrari FF

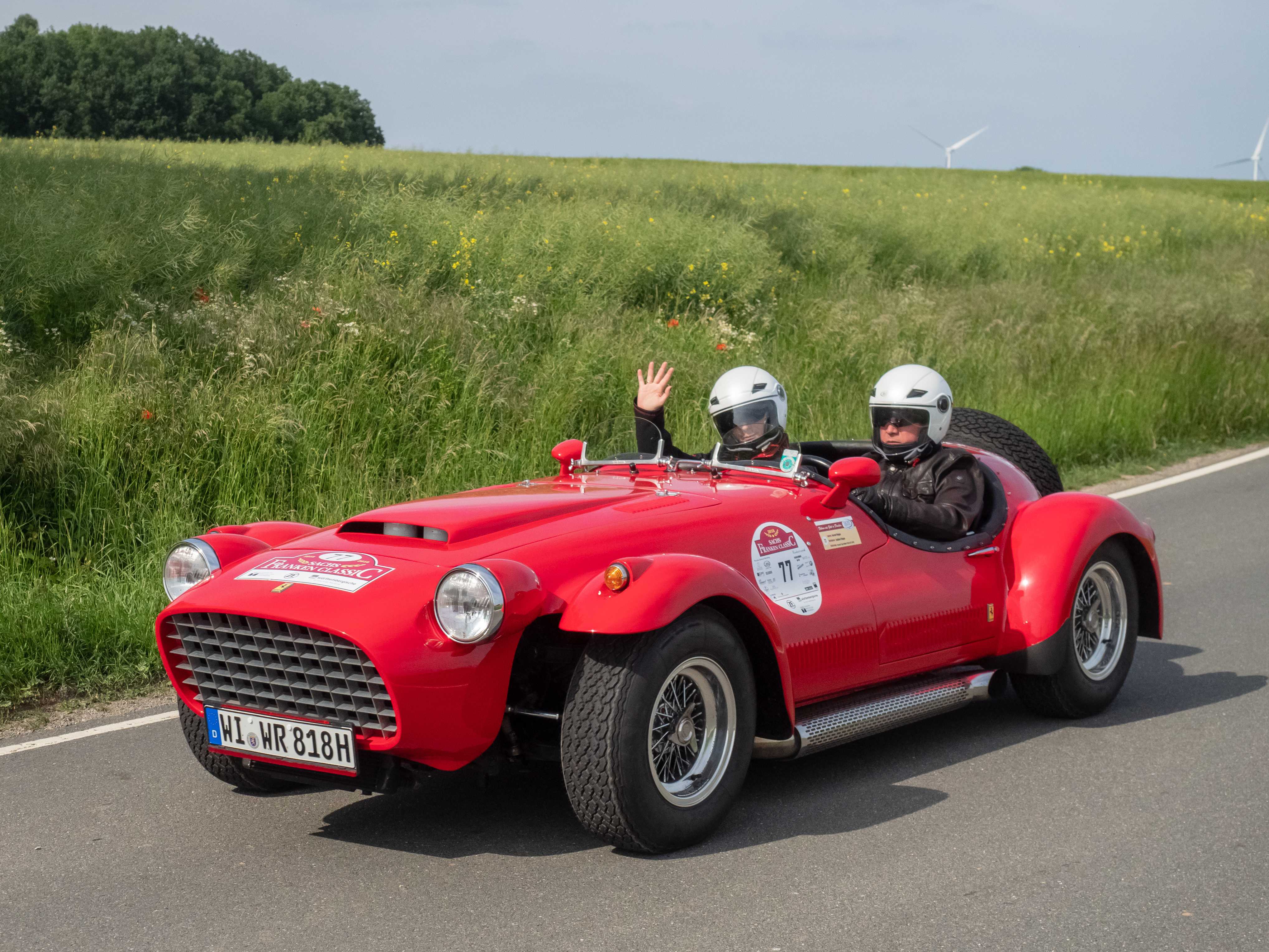
Felber-Ferrari FF

Das Chassis des 330 GTC diente dem Schweizer Automobilhersteller Felber als Grundlage für einen Roadster im Retrolook, der den Ferrari 166 sehr frei nachempfand. Der türenlose Zweisitzer wurde auf dem Genfer Auto-Salon 1974 vorgestellt. Es kam zu einer Kleinserie von sechs Fahrzeugen, für die jeweils gebrauchte 330-GTC-Chassis verwendet wurden. Die Karosserie fertigte Panther Westwinds in Großbritannien. Enzo Ferrari gestattete Felber die Nutzung des Namens Ferrari.

## Der 330 GTC und GTS auf dem Klassikermarkt
Der Ferrari 330 GTC und GTS sind hochpreisige Klassiker. Der Kaufpreis für einen 330 GTC in Ausstellungszustand belief sich 2017 auf 800.000 Euro, ein mittelmäßiges Exemplar kostete 600.000 Euro. Ein 330 GTS im Spitzenzustand wurde 2017 mit 1,8 Mio. Euro notiert, schlechtere Exemplare waren nur geringfügig preiswerter. In den zurückliegenden fünf Jahren haben sich die Klassikerpreise nahezu vervierfacht.